# Syngonium steyermarkii
Syngonium steyermarkii är en kallaväxtart som beskrevs av Thomas Bernard Croat. Syngonium steyermarkii ingår i släktet Syngonium och familjen kallaväxter. Inga underarter finns listade.